# Pippin av Italien

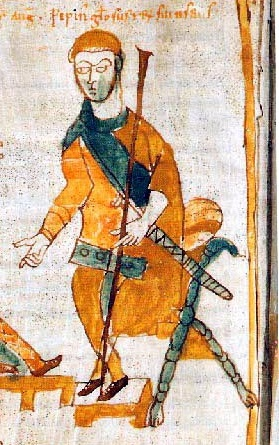
Pippin av Italien

Pippin, född 777, död 8 juli 810, kung av Lombardiet, sonson till Pippin den lille, son till Karl den store och Hildegard av Schwaben.
Pippin hette ursprungligen Karloman, men erhöll vid sitt dop 781 namnet Pippin och smordes samma år av påven Hadrianus I till langobardernas kung. Pippin bekämpade i flera fälttåg avarerna, särskilt 791 och 796, slaverna i ett fälttåg 797 och deltog 799 i faderns krig mot saxarna. Vid den riksdelning Karl den store företog 806 tillförsäkrades åt Pippin bland annat Lombardiet, delar av Bayern och Alemannien samt de från avarer och sydslaver vunna områdena (Venetien, Dalmatien). Han avled emellertid före fadern och begravdes i Milano.